# Deadwing
| Оценки критиков  | Оценки критиков |
| Источник         | Оценка          |
| ---------------- | --------------- |
| AllMusic         | [ 3 ]           |
| DIY              | [ 4 ]           |
| Kludge           | 9/10            |
| KNAC             | благоприятно    |
| Metal Storm      | 10/10           |
| musicOMH         | благоприятно    |
| Record Collector | [ 9 ]           |
| Rock Hard        | 8.5/10          |
| Sputnikmusic     | [ 11 ]          |
| Virgin Media     | благоприятно    |

Deadwing (с англ. — «Мёртвое крыло») — восьмой студийный альбом британской прогрессив-рок-группы Porcupine Tree, выпущенный в Японии 24 марта 2005 года, в Европе — 28 марта, а в США — 26 апреля лейблом Lava Records. Альбом быстро стал самым продаваемым у группы, хотя позже его превзошёл следующий релиз — Fear of a Blank Planet 2007 года.
Из альбома было выпущено два сингла: «Shallow» и «Lazarus». «Shallow» также прозвучала в фильме «Кровь за кровь». Её можно услышать в качестве фоновой музыки в баре. Также были сняты клипы на песни «Lazarus», «The Start of Something Beautiful» и «Glass Arm Shattering».

## Предыстория и запись
Альбом основан на сценарии, написанном Стивеном Уилсоном и Майком Беннионом, и представляет собой историю о привидениях. Уилсон заявил, что песни «Deadwing», «Lazarus», «Arriving Somewhere but Not Here», «Open Car» и «Mellotron Scratch» изначально предназначались для саундтрека к фильму, но когда проект не получил финансирования, их записали для следующего альбома Porcupine Tree. Альбомные версии «Lazarus» и «Open Car», по сути, остаются сольными треками Уилсона, на которые Гэвин Харрисон наложил ударные.
3 января 2019 года Стивен Уилсон написал в Facebook, что они с Беннионом недавно «возобновили работу и переписали сценарий, чтобы снова попытаться снять фильм», но название сценария изменилось. Уилсон также сообщил, что Дэвид (англ. David) из песни «Lazarus» — главный герой сценария Deadwing.
Альбом включает в себя совместные работы с Эдрианом Белью из King Crimson, который играет гитарные соло в заглавной песне и «Halo», и Микаэлем Окерфельдтом из Opeth, который добавляет вокальные гармонии в «Deadwing», «Lazarus» и «Arriving Somewhere but Not Here». Он также играет второе гитарное соло в «Arriving Somewhere but Not Here».

## Концепция и темы
Уилсон описал альбом как сюрреалистическую «историю о привидениях» и сказал, что «в конечном счёте идея заключается в том, что этот альбом станет своего рода дополнением к художественному фильму». Он заявил, что Дэвид Линч и Стэнли Кубрик оказали большое влияние на сценарий.

## Композиция и стиль
За прошедшие годы участники группы несколько раз высказывались о треках альбома.
- «Deadwing» — Стивен: «Десятиминутная композиция, которая очень прямолинейна и не имеет настоящего припева, так что это амбициозный способ начать запись. Очень нестандартная музыкальная композиция. Это заявление о намерениях, нарочито некоммерческий жест». Пульсирующий клавишный звук в начале песни похож на тот, что использовал Стивен в «First Regret», открывающей его альбом 2015 года Hand. Cannot. Erase.

- «Shallow» — Стивен объяснил: «Это главный рок-момент альбома, неотразимый рифф в стиле Zep или Soundgarden. Эквивалент большой, глупой рок-песни, но в том виде, в каком её исполняли бы неглупые люди». Ричард заметил: «Вот что мне не понравилось в Deadwing, так это трек под названием „Shallow“. Он так не вписывается в контекст Porcupine Tree. Мне он совсем не показался похожим на Porcupine Tree. В нём было слишком много осознанности. Американский рок. В ней не было ни наивности, ни честности». Позже Стивен Уилсон говорил в интервью, что «Shallow» была написана и записана под давлением звукозаписывающей компании, которая хотела, чтобы в альбоме был хит, подходящий для радио.

- «Lazarus» — оценка клавишника Ричарда Барбьери: «Прекрасная сторона Porcupine Tree. Очень мягкая и нежная, в современном стиле Coldplay или Radiohead».

- «Halo» — Стивен пояснил: «Ну, „Halo“ был в Deadwing, а Deadwing, как вы, вероятно, знаете, основано на сценарии фильма, который я написал. В сценарии есть религиозный аспект, в нём есть религиозный культ. Но сама песня „Ореол“ берёт это за отправную точку и развивает другую идею. Она о возрождённом христианстве, о возрождённых религиозных людях, о самодовольстве таких людей». Басист Колин Эдвин поделился своими мыслями о «Halo»: «Мы придумали это у Гэвина дома во время групповой сессии для Deadwing. Частично это было идеей Гэвина, пришедшей ему в голову в 17:16. Это была идея всей группы. Она сложилась довольно быстро». Вдохновение пришло к Гэвину во время его обычных экспериментов с барабанами, и вместе с остальными участниками группы они потратили час на работу над идеей в домашней студии Гэвина, где обычно проходили сессии звукозаписи. Впоследствии Стивен взял их работу за основу и написал песню. Ричард объяснил: «Мы с Гэвином придумали этот заразительный грув. В нём чувствуется индустриальный стиль в духе Nine Inch Nails; причудливый, резкий и повторяющийся, с искажённым вокалом и необычайно странным гитарным соло Эдриана Белью».

- «Arriving Somewhere but Not Here» — Стивен объяснил: «Центральная часть альбома. Самый амбициозный трек с точки зрения горизонтальной сложности и продолжительности — тринадцать минут. Медленно развивается из эмбиентного клавишного вступления. На первый план выходит прогрессивная сторона группы».

- «Mellotron Scratch» — Стивен отметил: «Самый спокойный трек в альбоме. Много перекрывающихся гармоний и разных трёхчастных вокальных линий, которые одновременно переплетаются и сменяют друг друга. Я действительно раскрылся с этой стороны своей музыкальной личности».

- «Open Car» — Стивен заявил: «Все думали, что „Open Car“ будет би-сайдом. Я заменил его во время мастеринга. Я слушал его и думал: „Это такой классный трек, он так хорошо получился“, а „So Called Friend“ — на протяжении всего процесса написания мы всегда думали, что это отличный трек, но финальный микс мне не очень понравился. Мы также сделали это с песнями „Glass Arm“ и „Half-Light“, хотя изменения были внесены за неделю до мастеринга».

- «The Start of Something Beautiful» — Ричард продолжил: «Одна из моих любимых песен; в ней прослеживается любовь группы к нестандартным тактовым размерам. В ней есть грув-басовая партия, современное звучание, и она заканчивается красивой текстовой концовкой. Классический Porcupine Tree». «Начало чего-то прекрасного» — ещё одна песня, которая возникла из идеи, пришедшей в голову Гэвину во время экспериментов. Он назвал её «С 9 до 5». Во время сессий в студии Гэвина он сыграл её Стивену, которому она понравилась, и тот начал подыгрывать на бас-гитаре. Так зародилась основа песни.

- «Glass Arm Shattering» — с энтузиазмом сказал Стивен, — «Последний эпический взрыв. В ней больше аспектов, которые люди ассоциируют с классическим ранним звучанием группы, с нашей просторной, мечтательной, почти Floyd-овской текстурой. Очевидно, что это важная часть индивидуальности группы».

- «So Called Friend» — Ричард отметил: «Короткая, довольно тяжёлая композиция, основанная на риффе. Мне очень нравится то, что происходит в куплетах и бриджах».

## Выпуск
В комментарии по поводу «войны за громкость» Стивен Уилсон упомянул, что рассматривал возможность размещения на конвертах пластинок сообщения следующего содержания: «Пожалуйста, обратите внимание, что эта пластинка может быть записана не так громко, как некоторые другие пластинки в вашей коллекции. Это сделано для того, чтобы сохранить динамический диапазон и утончённость музыки. Пожалуйста, используйте регулятор громкости». С другой стороны, было доказано, что в CD-версии альбома есть клиппирование и сжатие динамического диапазона, в то время как в 5.1-канальном микшировании на DVD-A-версии этого нет. Однако последующие релизы Fear of a Blank Planet и Nil Recurring были записаны на более низком уровне, что позволило сохранить большую часть их исходного динамического диапазона.
В 2017 году лейбл Kscope Records приобрёл этот альбом, а также предыдущий альбом In Absentia; оба альбома были ремастированы и переизданы в 2018 году на этом лейбле. В новых версиях было меньше компрессии и в целом улучшилось качество звука.

## Награды
Альбом Deadwing получил награду «Лучший альбом для объёмного звучания» на церемонии Surround Music Awards в 2005 году и был признан вторым по популярности альбомом 2005 года в журнале Sound & Vision, который является самым распространённым в США журналом в области бытовой электроники и развлечений. Кроме того, альбом получил награду «Альбом года» на церемонии журнала Classic Rock в 2005 году. Альбом был назван одним из 10 важнейших альбомов прогрессивного рока десятилетия по версии Classic Rock.

## Список композиций
Слова и музыка всех песен — Стивен Уилсон (за исключением отмеченных).
| №                   | Название                          | Музыка                                                      | Длительность |
| ------------------- | --------------------------------- | ----------------------------------------------------------- | ------------ |
| 1.                  | «Deadwing»                        |                                                             | 9:46         |
| 2.                  | «Shallow»                         |                                                             | 4:17         |
| 3.                  | «Lazarus»                         |                                                             | 4:18         |
| 4.                  | «Halo»                            | Ричард Барбиери, Колин Эдвин, Гэвин Харрисон, Стивен Уилсон | 4:38         |
| 5.                  | «Arriving Somewhere but Not Here» |                                                             | 12:02        |
| 6.                  | «Mellotron Scratch»               |                                                             | 6:57         |
| 7.                  | «Open Car»                        |                                                             | 3:46         |
| 8.                  | «Start of Something Beautiful»    | Г. Харрисон, С. Уилсон                                      | 7:39         |
| 9.                  | «Glass Arm Shattering»            | Р. Барбиери, К. Эдвин, Г. Харрисон, С. Уилсон               | 6:17         |
| Общая длительность: | Общая длительность:               | Общая длительность:                                         | 59:34        |

| №                   | Название             | Длительность |
| ------------------- | -------------------- | ------------ |
| 10.                 | «Shesmovedon (2004)» | 4:59         |
| Общая длительность: | Общая длительность:  | 69:33        |

| №                   | Название                 | Музыка                 | Длительность |
| ------------------- | ------------------------ | ---------------------- | ------------ |
| 10.                 | «Revenant»               | Р. Барбиери            | 3:04         |
| 11.                 | «Mother & Child Divided» | Г. Харрисон, С. Уилсон | 6:20         |
| 12.                 | «Half-Light»             |                        | 6:20         |
| 13.                 | «Shesmovedon (2004)»     |                        | 4:59         |
| Общая длительность: | Общая длительность:      | Общая длительность:    | 79:05        |

| №                   | Название            | Музыка                                        | Длительность |
| ------------------- | ------------------- | --------------------------------------------- | ------------ |
| 10.                 | «So Called Friend»  | Р. Барбиери, К. Эдвин, Г. Харрисон, С. Уилсон | 4:49         |
| 11.                 | «Half-Light»        |                                               | 6:20         |
| Общая длительность: | Общая длительность: | Общая длительность:                           | 70:42        |

## Участники записи
| Porcupine Tree - Стивен Уилсон — вокал, гитары, фортепиано, клавишные, ударный цимбал, бас-гитара в 1, 3, 5 (средняя часть), 7 - Ричард Барбиери — клавишные и синтезаторы - Колин Эдвин — бас-гитара - Гэвин Харрисон — ударные и перкуссия Приглашённые музыканты - Микаэль Окерфельдт — бэк-вокал на треках 1, 3, 5 и 10; второе гитарное соло на 5 - Эдриан Белью — соло-гитара на 1, 4 | Производство - Стивен Уилсон — продюсер, сведение - Ричард Барбьери — продюсер - Гэвин Харрисон — продюсер - Пол Нортфилд — запись, сведение - Джордж Шиллинг — запись, сведение - Энди ВанДетт — мастеринг - Джефф Левисон — 5.1 продюсер - Эллиот Шейнер — 5.1 продюсер - Дарси Пропер Proper — 5.1 сведение и мастеринг |

## Чарты
| Чарт (2005 г.)                      | Позиции в чартах |
| ----------------------------------- | ---------------- |
| США (Billboard 200)                 | 132              |
| Великобритания (UK Albums Chart)    | 97               |
| Франция (SNEP)                      | 100              |
| Греция (IFPI)                       | 19               |
| Нидерланды (Album Top 100)          | 56               |
| Польша (ZPAV)                       | 11               |
| Финляндия (Suomen virallinen lista) | 47               |
| Швеция (Sverigetopplistan)          | 26               |
| Германия (Offizielle Top 100)       | 52               |
| США (Top Heatseekers)               | 4                |
| США (Top Internet Albums)           | 6                |

| Сингл     | Чарт                   | Позиция в чартах |
| --------- | ---------------------- | ---------------- |
| «Shallow» | Mainstream Rock Tracks | 26               |